# دوناهو (آیووا)
دوناهو (به انگلیسی: Donahue) شهری در ایالت آیووا کشور ایالات متحده آمریکا است که جمعیت آن در سرشماری سال ۲۰۱۰ میلادی، ۳۴۶ نفر بوده‌است.